# Matthäus Gogl
Matthäus Gogl CanReg (* 1715 in Donauwörth, Kurfürstentum Bayern; † 4. Februar 1777) war ein bayrisch-österreichischer römisch-katholischer Priester, Augustiner-Chorherr und Propst von Stift Sankt Florian.

## Ordensleben und Wirken
Gogl trat in das Noviziat des Stiftes Sankt Florian ein und wurde nach der Profess zum Theologiestudium ans Collegium Germanicum et Hungaricum nach Rom geschickt, das zu dieser Zeit an der Titelkirche Sant’Apollinare untergebracht war. Nach seiner Priesterweihe zum Stiftsdechanten ernannt, setzte er 1764 maßgebliche Schritte für den Kauf von Schloss Tillysburg, die allerdings nur bis 1841 im Besitz des Stiftes verblieb. 1766 wählte der Konvent von Sankt Florian Gogl zum Propst. Am 9. März 1770 assistierte er als kaiserlicher Kommissär bei der Wahl von Christian Humpoletz zum Abt von Stift Baumgartenberg, bei dessen Abtsweihe er auch assistierte.
Von 1770 bis 1774 beauftragte Gogl den slowenischen Orgelbauer Franz Xaver Krismann mit der Errichtung einer Hauptorgel für die Stiftskirche, welche bis 1886 die größte Orgel der Habsburgermonarchie war und später als Brucknerorgel Berühmtheit erlangte. Dazu ließ er die vom Passauer Orgelbauer Leopold Freundt 1702 errichtete Orgel abtragen. Persönliche Spannungen zwischen Gogl und Krismann verhinderten jedoch die Fertigstellung durch den Orgelbaumeister. Neben der Aufstockung des sogenannten Komödienhauses und weiteren baulichen Veränderungen am Stiftsgebäude, hatte Gogl, bedingt durch seinen Romaufenthalt, ein großes Interesse für die bildende Kunst entwickelt. Daraus resultierte 1773 Gogls Bestrebung, die barocke Gemäldesammlung des Stiftes durch den italienischen Maler Leopold von Montagna in eine repräsentative Galerie aufzustellen. Im November 1774 empfing Gogl Michael Haydn in Sankt Florian. Der Besuch galt allerdings nicht primär dem Propst, sondern Franz Aumann; beide waren Hofsängerknaben.
Gogl starb am 4. Februar 1777. Sein Wappen führt einen Balken mit drei Rosen, oben eine Säule mit einer aus Wolken hervorbrechenden Sonne, unten ein Anker auf einem Berg.